# San Cebrián de Campos
San Cebrián de Campos es un municipio y localidad española de la provincia de Palencia, en la comunidad autónoma de Castilla y León. Se encuentra en la comarca de Tierra de Campos. Cuenta con una población de 407 habitantes (INE 2024).
Está situado en una zona de campiña con ligeras ondulaciones al este del río Carrión. Se trata de una zona sensiblemente plana recorrida por varios arroyos y el Canal de la Margen Izquierda del río Carrión que delimita junto al Canal de la Margen Derecha una amplia banda de terrenos de regadío a ambos lados del río Carrión, dentro de la que se asienta el núcleo.
Fue conocido como San Cebrián de las Amayuelas y fue con estos dos, de Arriba y Abajo, un lugar repoblado en el siglo X tal y como lo demuestra Su Carta Puebla dada por Gutier Fernández y su esposa Toda Díaz, sujetos los pobladores al fuero y juicio de Monzón. A San Cebrián de Campos pertenece el lugar de Amayuelas de Abajo y el caserío de San Juan de Vecilla, antiguo caserío que evoca a la Orden de San Juan a quien perteneció.

## Historia

### SigloXV
En el año 1459 está documentada una ermita dedicada a Santa María de Calahorra en el término de San Cebrián, cerca de Amayuelas, que estaba a cargo de Alfonso Redondo, clérigo del lugar, quien el 13 de abril de dicho año terminó de copiar el manuscrito 4202 que se conserva en la Biblioteca Nacional de España.

### SigloXIX
Así se describe a San Cebrián de Campos en la página 382 del tomo V del Diccionario geográfico-estadístico-histórico de España y sus posesiones de Ultramar, obra impulsada por Pascual Madoz a mediados del siglo XIX:

CAMPOS (SAN CEBRIÁN DE)

Villa con ayuntamiento en la provincia y diócesis de Palencia (4 leguas), partido judicial de Astudillo (5), audiencia territorial y capitanía general de Valladolid.
Situada en una espaciosa llanura y a 1/2 legua N del canal de Castilla; sus vistas son de mucho recreo; se descubre la nunca bien ponderada fábrica de armas de Calahorra, el astillo de reposición de barcas, mucho arbolado de diversas clases y abundantes huertas; le combaten todos los vientos, y es más propensa a tercianas, cuartanas y pulmonías, que a otras enfermedades producidas por las humedades de las aguas que rodean la población.
Se compone de 140 casas de bastante altura, distribuidas en varias calles y una plaza regular; hay un pósito con 1.000 fanegas de trigo; escuela de primera enseñanza dotada por una obra pía y retribución de los alumnos; un hospital para pobres, e iglesia parroquial con paredes y torre de piedra, servida por un cura y 5 beneficiados; tiene además 2 ermitas dedicadas a Nuestra Señora del Prado y la Concepción; cementerio a 200 pasos del pueblo, y a igual distancia una fuente de aguas perennes para el surtido del vecindario y abrevadero de los ganados.
Confina el término N Revenga (2 horas); E Amayuelas de Arriba (1/2); S Amayuelas de Abajo (1/2), y O Villaldavín (1/2).
El terreno es llano, feraz y de secano; se labran como unas 2.000 obradas de tierra, 2.000 cuartas de viña, y le atraviesa el río Carrión.
Los caminos son carreteros para los pueblos inmediatos.
Para la correspondencia hay un conductor.
Producciones: trigo, vino y ganado lanar, y en las labores del campo se emplean 30 yuntas de mulas.
Industria: la agricultura y un molino harinero a 1/2 legua de la población, impulsado por las aguas de la ribera de Perales.
Comercio: se exportan los productos sobrantes al mercado de Carrión, y se importa de Andalucía el aceite, de Asturias la carne y de las montañas de León las maderas.
Población: 141 vecinos, 734 almas.

Capital productivo: 1.002.370 reales. Imponible: 35.853. El presupuesto municipal asciende a 8.000 reales, y se cubre en parte con los productos de propios y arbitrios y el resto por reparto vecinal.

## Geografía humana

### Demografía
Cuenta con una población de 407 habitantes (INE 2024).

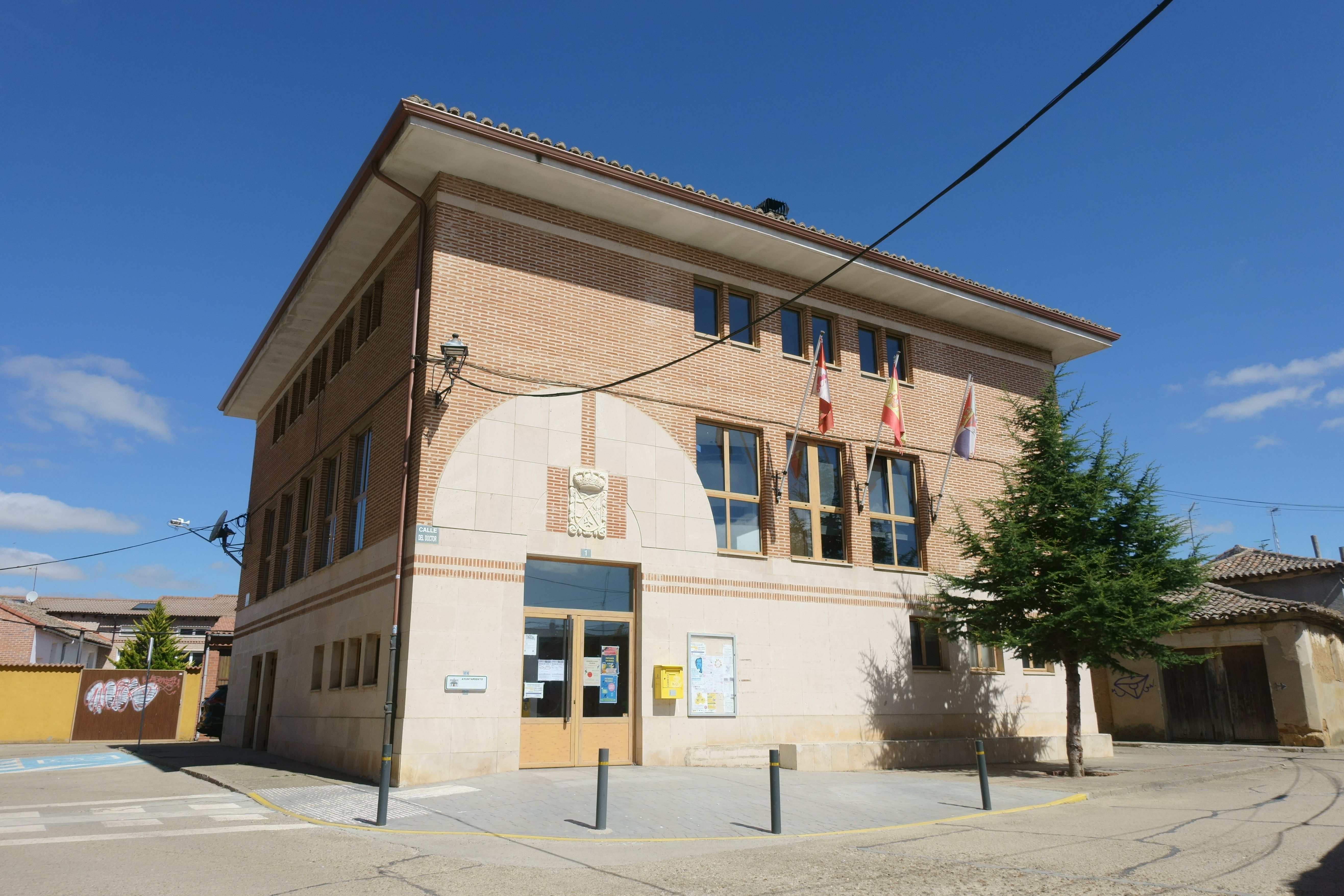
Casa consistorial

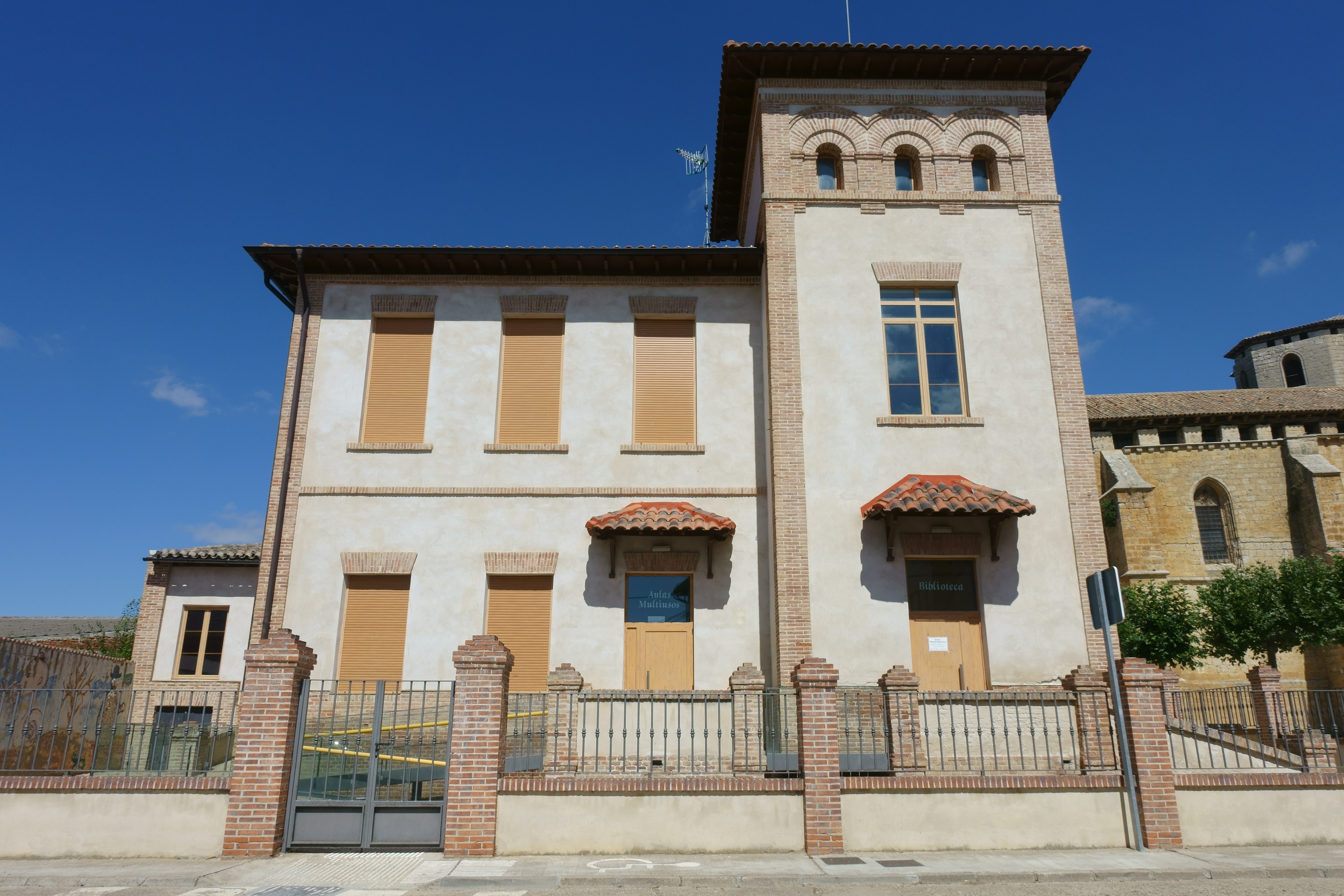
Antiguas escuelas

| Gráfica de evolución demográfica de San Cebrián de Campos entre 1842 y 2021 |
| |
| Población de derecho según los censos de población del INE. Población de hecho según los censos de población del INEEn este censo se denominaba San Cibrián de Campos: 1842 Entre el censo de 1981 y el anterior, crece el término del municipio porque incorpora a 34008 (Amayuelas de Abajo) |

## Cultura

### Patrimonio

#### Iglesia de San Cornelio y San Cipriano

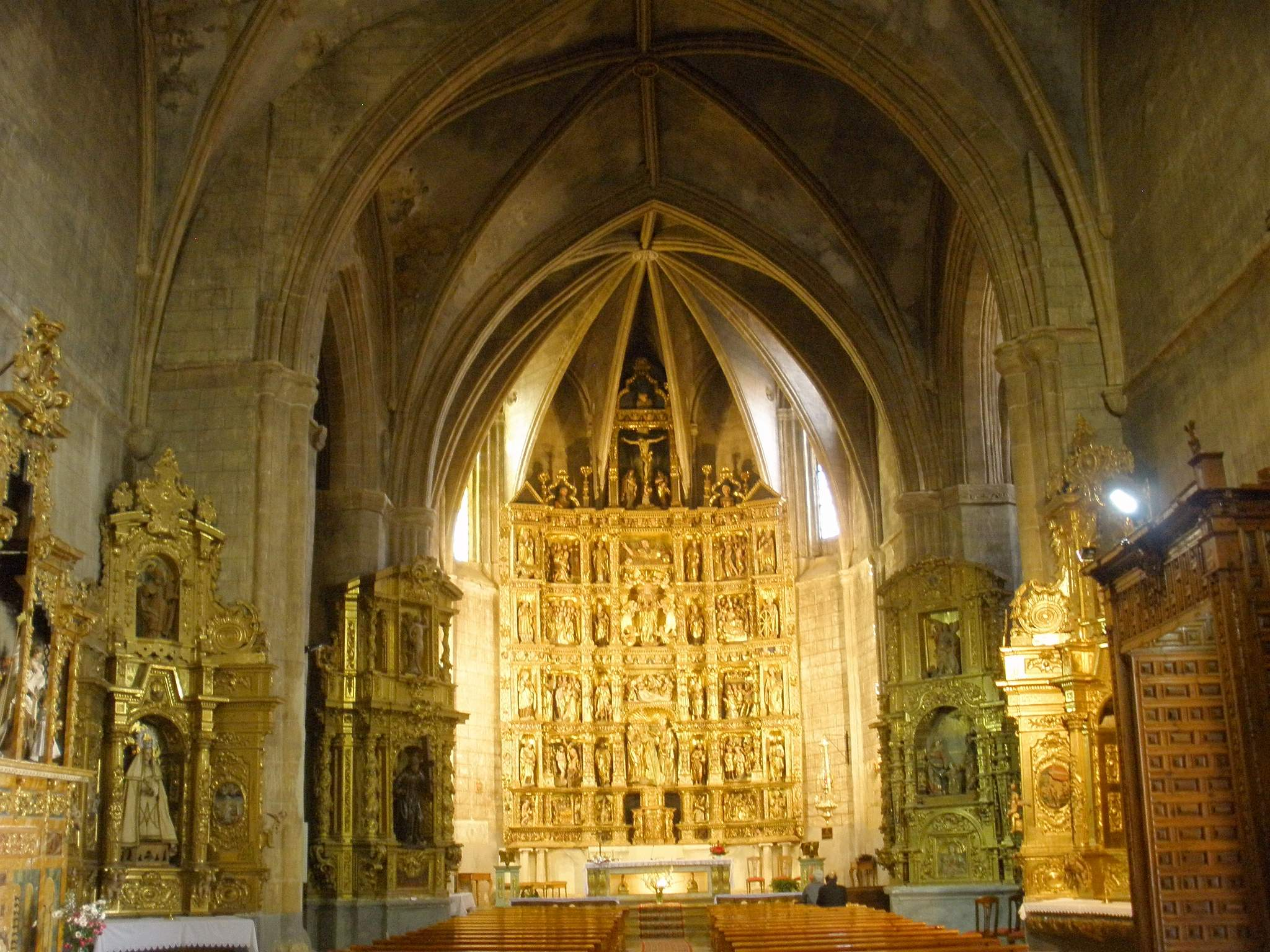
Interior de la iglesia de San Cornelio y San Cipriano

Destaca sobre manera en el casco urbano la iglesia parroquial gótica de San Cornelio y San Cipriano, monumento Histórico, Artístico en 1994, fábrica de sillería, una sola nave, con crucero y dependencias adosadas en la cabecera e importante torre. Es obra del siglo XIII.
Es un monumento de extraordinarias proporciones que alberga en su interior magníficas obras de arte. Consta de una nave cubierta con bóvedas de crucería.
En el lado de la Epístola se conservan cuatro retablos, tres barrocos y uno rococó, destacando en éste una notable talla de Santa Ana triple de Alejo de Vahía. Además otra excelente imagen de la Virgen con el Niño, del escultor J. Rozas, del siglo XVII, del cual también se conserva otra magnífica obra —representando a Jesús Nazareno— en unos de os retablos del lado del evangelio, que fue parte de la exposición de «Las Edades del Hombre». En este lado son cuatro los que se conservan, además del mencionado, todos ellos barrocos.
El retablo mayor está situado en presbiterio y consta de banco, cuatro pisos y ático, tres calles y cuatro entrecalles, estas últimas con imágenes ubicadas en hornacinas veneradas.
Toda su arquitectura está muy decorada, con putti, medallones, grutescos y frutos, mientras que su policromía sólo posee un fondo dorado. Las esculturas y relieves, policromados con un amplio repertorio de técnicas, están realizados en general de una sola pieza, en madera de nogal, madera compacta y resistente, muy apreciada para trabajos de calidad.
Consta de un complicado programa iconográfico compuesto por figuras de santos (en bulto redondo) y escenas con pasajes de sus vidas (en alto relieve). Presidiendo el conjunto encontramos a los Santos titulares del retablo, San Cornelio y San Cipriano.
La autoría del retablo fue tradicionalmente atribuida al Taller de Valmaseda, aunque recientemente se ha comprobado que fue obra de Juan Ortiz el Viejo I, una de las personalidades más influyente en la escultura palentina del primer tercio del siglo XVI. Aunque se puede afirmar que existe en su ejecución la colaboración de diversos maestros.
En la sacristía hemos de resaltar varias pinturas, pero sobre todo una, de escuela sevillana, obra del siglo XVII, representando a la Virgen con el Niño y santa Rosa de Lima, que también fue parte de la exposición de «Las Edades del Hombre».
A los pies de la nave se alza el coro con una inscripción «Esta obra de cantería hicieron Juan de Matienzo y Pedro de Carasa. Acabose año de 1498»; en la que se da cuenta de la fecha de terminación —año de 1498— y sus autores, Juan de Matienzo y Pedro de Caraza.

#### Ermita de la Virgen del Prado
Del siglo XVI, situada a dos kilómetros del pueblo, cuya imagen cuenta con una gran devoción entre los habitantes del pueblo. Todos los años se realiza una romería, coincidiendo con el domingo de Pentecostés. 

### Fiestas
- San Antón: 17 de enero.
- Fiestas de Quintos: segundo fin de semana de febrero.
- La Virgen del Prado: Domingo de Pentecostés.
- San Roque: 16 de agosto.
- La Cruz, San Cornelio y San Cipriano: 14 y 16 de septiembre.